# Sídliště Poruba

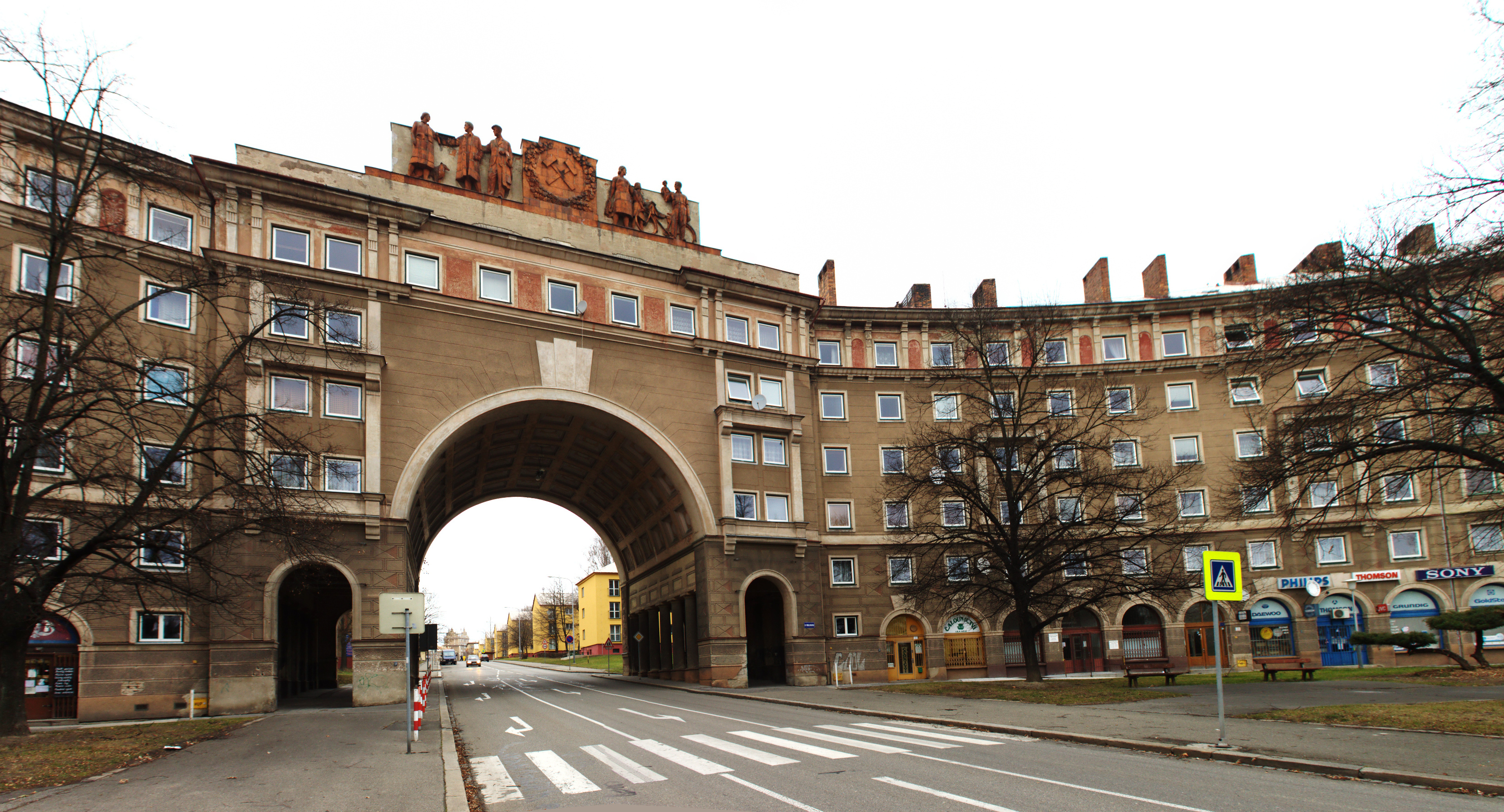
Oblouk, vstupní brána do Poruby. V pozadí dvouletky.

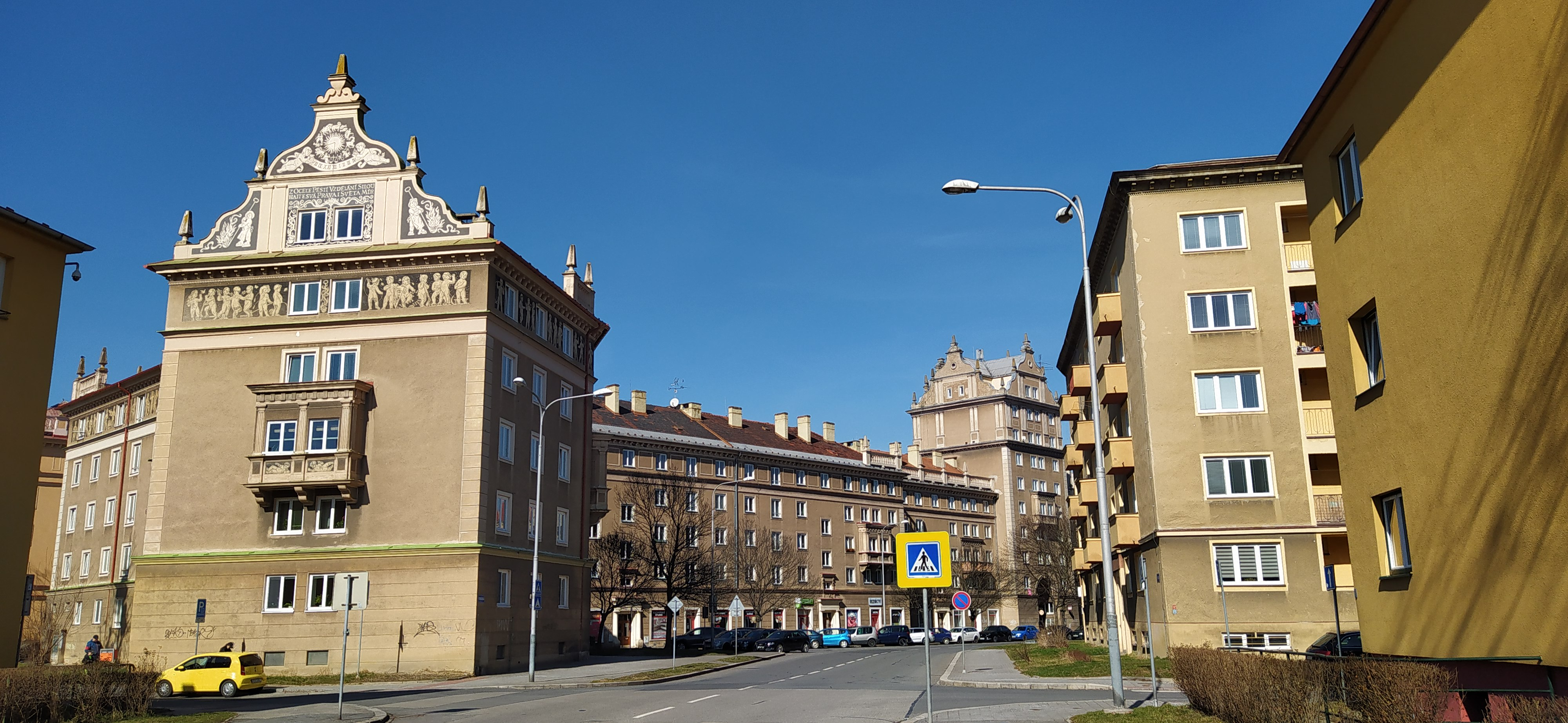
Ulice Porubská a Věžičky

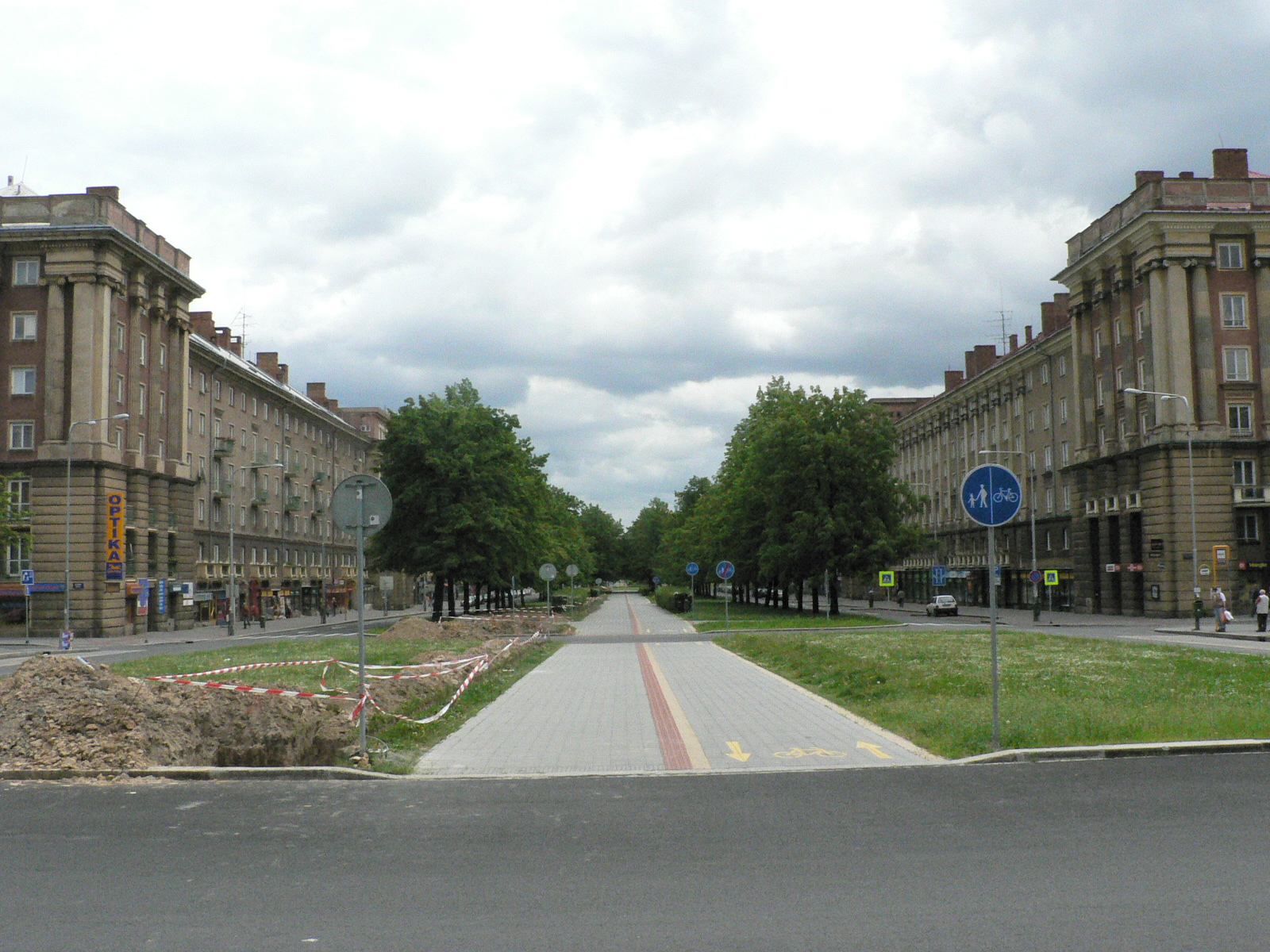
Hlavní třída

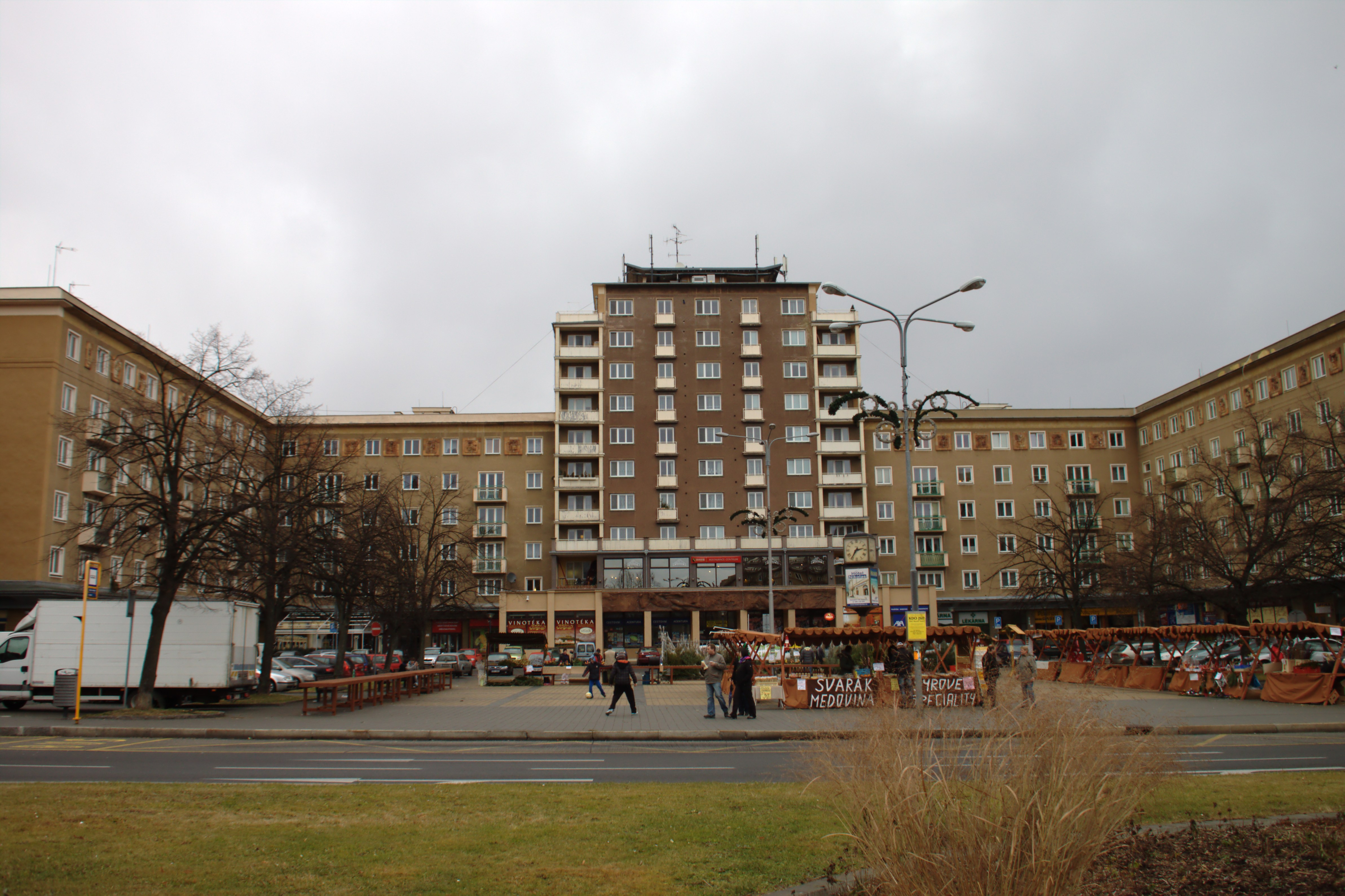
Alšovo náměstí

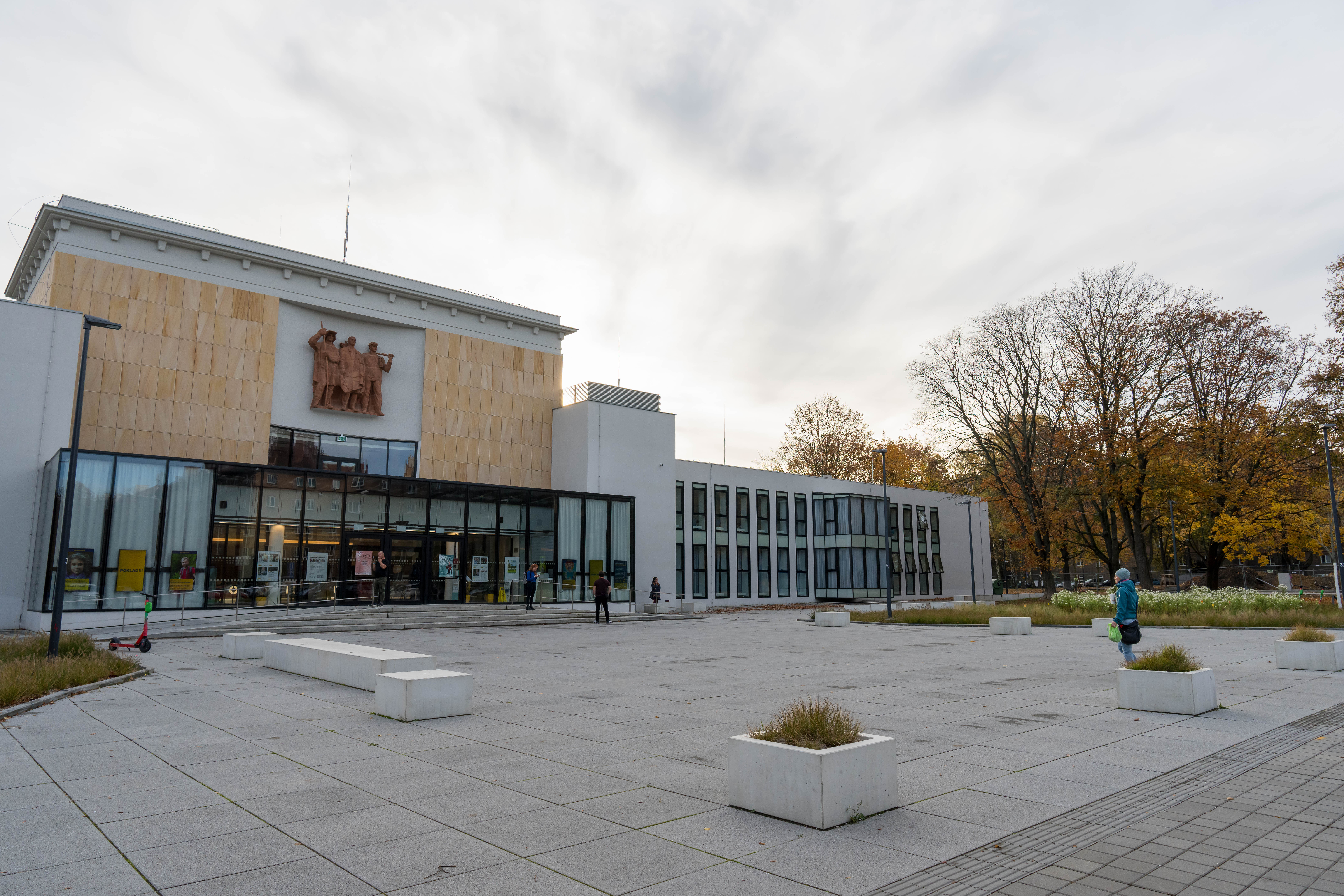
Dům kultury Poklad

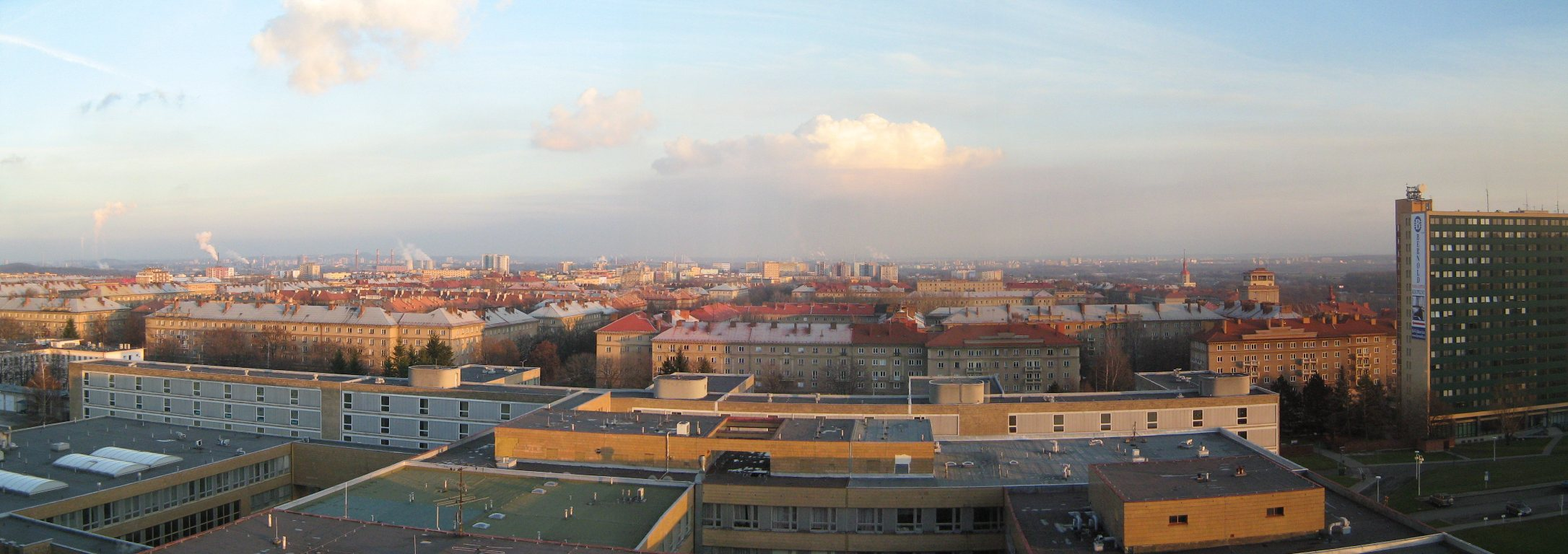
Panorama Poruby

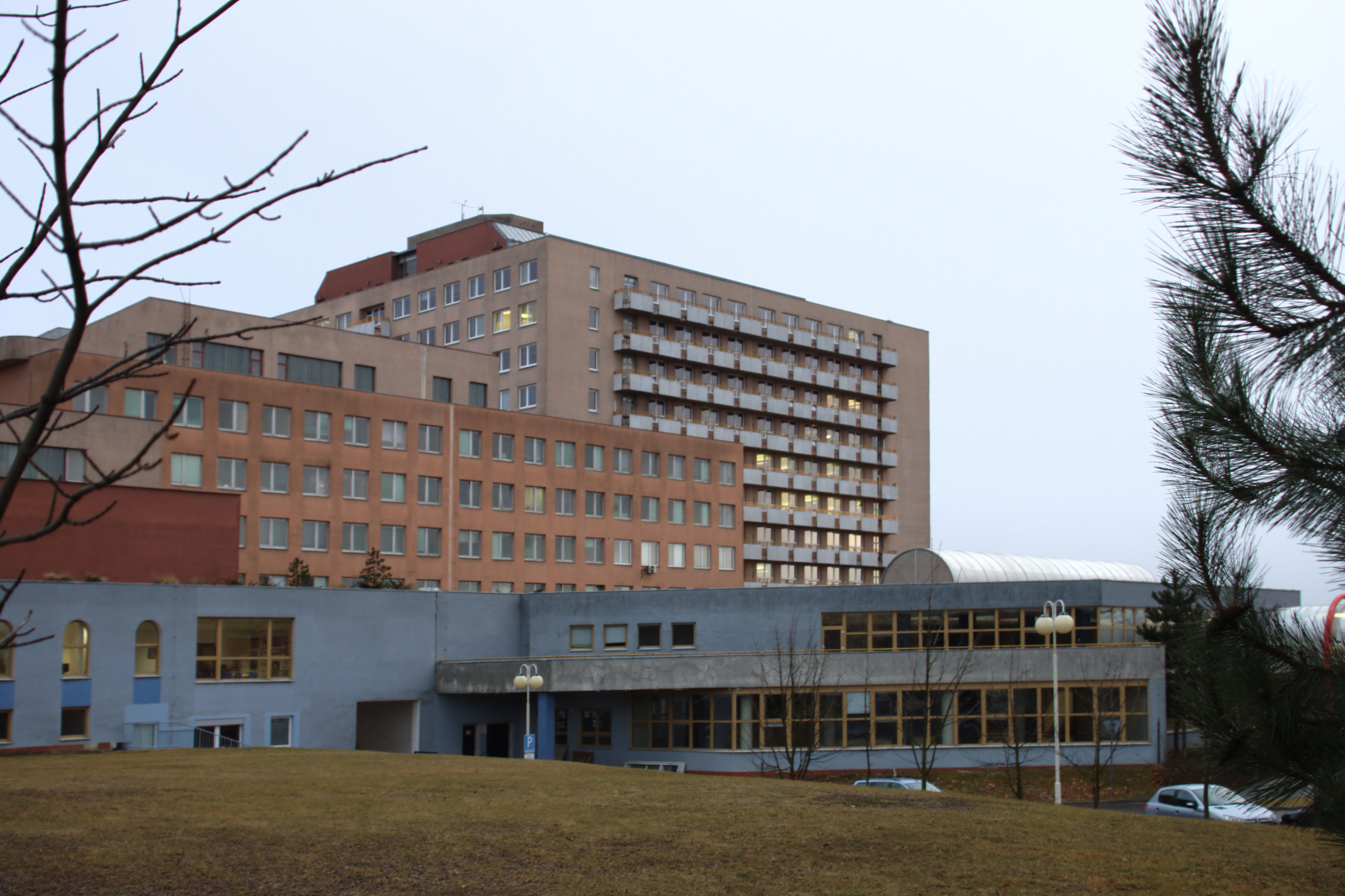
Budova fakultní nemocnice

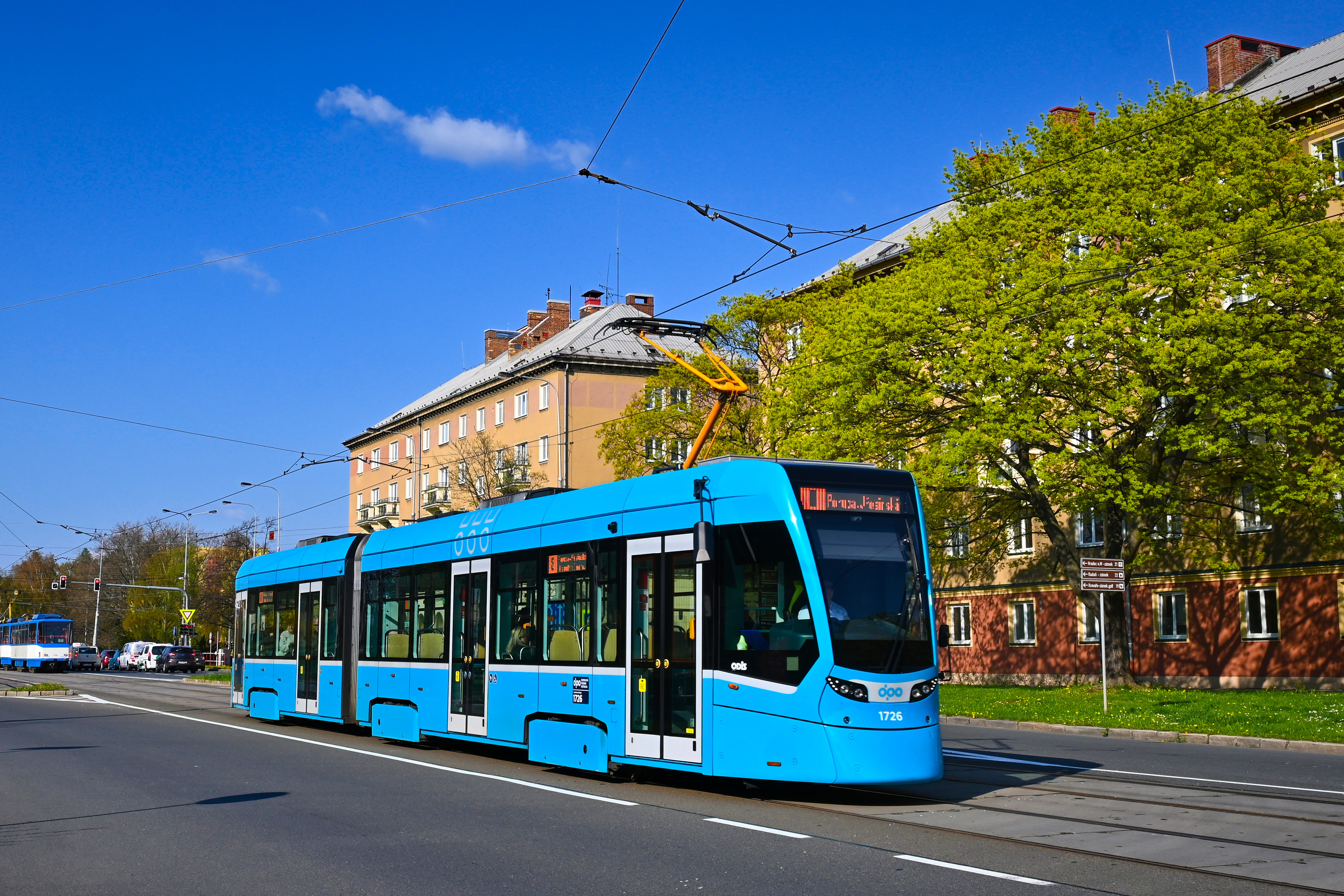
Tramvaj na ulici 17. listopadu

Sídliště Poruba je sídlištní komplex nacházející se na území ostravské čtvrti Poruba. Jeho výstavba probíhala v několika etapách od konce 40. let až do 70. let 20. století. Podle původních plánů se Poruba měla stát samostatným městem, kde mělo žít až 150 tisíc obyvatel. V první etapě se stavělo ve stylu tzv. socialistického realismu (sorela), který se vyznačoval velkou zdobností, velkolepostí a inspirací antikou, klasicismem nebo sovětskými městy postavenými v podobném stylu, v pozdějších etapách se ale od tohoto stylu pro jeho nákladnost začalo upouštět. Centrální část sídliště Poruba je jedním z nejvýznamnějších komplexů postavených ve stylu socialistického realismu v Česku, proto byla také v roce 2003 prohlášena za městskou památkovou zónu.

## Historie
Po druhé světové válce do regionu Ostravska přijíždělo velké množství lidí kvůli práci v dolech a hutích, proto bylo potřeba zajistit nová místa k bydlení. Jako jedna z lokalit byla vybrána obec Poruba, zčásti poničená válečnými boji. Lokalita Poruby byla pro stavbu nového sídliště vybrána z několika důvodů. Byl zde totiž dostatek volných pozemků, které byly státem vyvlastněny hraběti Wilczkovi, navíc v této lokalitě nebyly příliš velké zásoby uhlí a díky převažujícím větrům od jihozápadu se nad Porubu nedostávalo příliš mnoho zplodin z ostravského průmyslu.
Ještě před oficiálním schválením záměru výstavby nového města v roce 1951 probíhala od roku 1948 na okraji obce v polích zkonfiskovaného Wilczkova velkostatku stavba hornického sídliště v podobě funkcionalistické řádkové zástavby z typových bytových cihelných domů. Tzv. dvouletky byly stavěny pro potřeby Ostravsko-karvinských dolů a první jejich zaměstnanci s rodinami se do nich stěhovali v roce 1950. 
Zeměměřické práce a příprava staveniště pro nové město pro cca 150 tis. obyvatel započaly na jaře 1951. 30. června téhož roku byl vydán zákaz výstavby rodinných domů na celém katastru Poruby. 6. srpna 1951 MěV KSČ v Ostravě schválil plán výstavby a 27. září 1951 hlavní projektant Vladimír Meduna seznámil obyvatele Poruby s představou budoucího velkoměsta. Původní plán počítal mj. s dlouhým bulvárem až k nádraží Svinov, vodním kanálem nebo velkou sochou Stalina. 1. června 1952 byl vydán zákaz pohřbívání na porubském hřbitově (pro porubské občany byl určen hřbitov ve Vřesině) a v červenci 1952 pak proběhly první výkopové práce. Kvůli stavbě sídliště bylo zbořeno několik starších staveb, například chlévy Wilczkova velkostatku a některé domy ve vilové čtvrti Hradčany. 
V první etapě výstavby se mohutně prosazoval socialistický realismus, původně sovětský architektonický směr spojený s komunistickou ideologií, již od 30. let 20. století prosazovaný v Sovětském svazu, přičemž právě podobnými sovětskými projekty byl inspirován i komplex v Porubě. Socialistický realismus se vyznačuje velkou zdobností, velkolepostí (široké bulváry, mohutné průjezdné stavby), mnohé budovy jsou inspirované antikou nebo klasicismem, ale i dalšími styly. Na sídlišti Poruba jsou na několika místech použita sgrafita a zázemí domů tvoří parky. Domy typicky tvoří uzavřené bloky. Pro sídliště Poruba bylo vytvořeno také velké množství soch, také ve stylu socialistického realismus, například Úroda, Vinobraní nebo Hutník od sochaře Vladislava Gajdy nebo sousoší Odchod do práce a návrat z práce od Václava Šantrůčka. Mezi nejvýznamnější stavby postavené v Porubě ve stylu socialistického realismus patří monumentální multifunkční průjezdný dům zvaný Oblouk, který měl symbolizovat vstupní bránu do nového města, nebo obytný dům zvaný Věžičky, který byl inspirován renesanční architekturou. 
První tři obvody se stavěly až do roku 1962 a dostavba některých částí, zvláště zdravotnických zařízení a budov služeb, probíhala ještě hlouběji v 60. letech, kdy už se postupně stavěly další obvody. Výstavba VIII. obvodu začala v roce 1970. Sídlištní část VI. stavebního obvodu, označovaná jako Nový Pustkovec, byla postavena až v 80. letech. Specifikem Nového Pustkovce je to, že na rozdíl od ostatních obvodů zde výstavba objektů občanské vybavenosti probíhala současně s výstavbou bytových domů.  
Ukončením stavby panelových bytových domů na počátku 90. let 20. století skončil extenzivní rozvoj výstavby v Porubě. Další stavby (obytné, občanské či průmyslové), které se objevily po změně politických i ekonomických podmínek po roce 1989, představují jednotlivé solitéry nebo jen menší areály, vesměs utilitárně umístěné bez výrazné vazby na původní prostředí.
Z původních velkolepých plánů se podařilo realizovat jen část, jelikož byly z ekonomických důvodů neudržitelné.
Socialistický realismus se v době výstavby první části sídliště Poruba prosazoval i na mnoha jiných projektech po celém Československu, za zmínku stojí například město Havířov nebo sídliště v Horním Slavkově, poměrně brzy (zhruba po roce 1958) se ale od tohoto směru začalo upouštět, protože stavět v tomto stylu bylo poměrně nákladné. Ke stejnému vývoji došlo i v Porubě, od původních plánů bylo postupně upuštěno. Poruba se nestala samostatným městem, ale v roce 1957 se stala součástí Ostravy. V pozdějších etapách výstavby sídliště Poruba, která probíhala až do 70. let, postupně prvky socialistického realismu mizely, přičemž poslední část sídliště ze 70. let je postavena ze standardních panelových domů. V roce 1960 byla do Poruby prodloužena tramvaj z Ostravy, byla zde mj. postavena i vozovna.

## Autoři
Směrný územní plán, vycházející z dvacetileté prognózy vývoje a inspirace sovětskou architekturou, byl v letech 1950–1951 rozpracován odborným kolektivem pod vedením hlavního projektanta Vladimíra Meduny z projekční organizace Stavoprojekt. Jednotlivé domy navrhovali architekti z ostravského střediska (např. Vincenc Vorel, Otakar Nový, Rudolf Spáčil, Boris Jelčaninov, Bronislav Firla, Zdeněk Špaček aj.), kterým vypomáhali autoři mimo Ostravu (např. Pavel Bareš, Jaroslav Kándl, Jiří Kadeřábek, Jiří Pilař, Josef Havlíček, Karel Filsak, Václav Hilský, Karel Prager aj.). Na plánech nového vzorového sídliště pracovalo zhruba čtyři sta architektů a projektantů, kteří se rozhodli rozdělit porubské sídliště na celkem osm stavebních obvodů.
Autoři vybraných staveb
- Karel Prager, Pavel Bareš – domy na Budovatelské ulici
- Josef Pilař a Václav Hilský – domy na Nábřeží SPB
- Jiří Kadeřábek a Jaroslav Kándl – Dům železničářů (ul. Čs. exilu, čp. 473)
- Jiří Petrusiak a Vincence Vorel – Dům kultury Poklad
- Alois Vašíček a František Novotný – experimentální výškový dům na Havlíčkově náměstí
- Boris Jelčaninov a Bronislav Firla – Věžičky
- František Koval, Zdeněk Kupka, Zdeněk Strnadel, Zdeněk Štastný – Domov sester
- Vlastimil Bichler – deskové domy na V. obvodě
- Vladimír Svoboda – rektorát VŠB-TUO
- Evžen Šteflíček – Oblouk
- Antonín Buchta – plavecký bazén
- František Michališ – hlavní pošta

## Stavební obvody
Poruba se dělí na 8 stavebních obvodů. Toto rozdělení nemá žádný administrativní význam, jedná se pouze o označení jednotlivých částí podle toho, jak se postupně stavěly.
- I. stavební obvod tvoří centrum sídliště Poruba. Nachází se v něm dvouletky postavené po druhé světové válce a první, nejvelkolepější a nejzdobnější část sídliště, postavená ve stylu socialistického realismu. Jsou zde nejznámější porubské stavby, jako je Oblouk nebo Věžičky. Tato část sídliště se stavěla především mezi lety 1952 a 1955, kdy obvod získal svou základní podobu. Po roce 1955 docházelo už jen k doplňování jednotlivých staveb občanské vybavenosti a dokončování fasád bytových domů.
- II. stavební obvod leží na sever od I. obvodu, stavěl se o něco později než I. obvod. Také je postaven ve stylu socialistického realismu, ale již ne tak zdobném. Nejvýznamnější stavbou tohoto obvodu je šestnáctipatrový dům na Havlíčkově náměstí, inspirovaný bruselským stylem.
- III. stavební obvod leží východně od I. a II. obvodu. Domy v tomto obvodu sice stále tvoří uzavřené bloky, ale vliv socialistického realismu na architekturu je již výrazně menší. Výstavba započala v roce 1958, nachází se zde poliklinika, pošta a zimní stadion (postaven až v 70. letech).
- IV. stavební obvod ze začátku 60. let se na rozdíl od obvodů předchozích nedrží uspořádání domů do uzavřených bloků. Některé budovy v tomto obvodu jsou inspirovány bruselským stylem, socialistický realismus se zde již neprojevuje. Nachází se zde krytý plavecký bazén (postaven až v 80. letech) a vozovna tramvají.
- V. stavební obvod se nachází východně od III. obvodu. Výstavba tohoto obvodu započala v roce 1963. Obvod neprotíná žádná významnější komunikace a jsou pro něj typické výškové domy, přičemž některé mají až 11 pater (a domy přistavěné dodatečně v 2. polovině 70. let až 17 pater).
- VI. stavební obvod se začal stavět v roce 1964. Leží západně od I. obvodu. Slouží především jako obslužný, většinu jeho rozlohy zabírají velké areály patřící k fakultní nemocnici a k Vysoké škole báňské. Na území obvodu se ale nachází i sídlištní výstavba, leží zde menší sídliště zvané Nový Pustkovec.
- VII. stavební obvod je od zbytku Poruby oddělen Pustkoveckým údolím, ve kterém se zachovala původní vesnická zástavba. Tento obvod pochází z druhé poloviny 60. let a architektonicky je velmi podobný V. obvodu.
- VIII. obvod je stejně jako VII. obvod oddělen od zbytku Poruby Pustkoveckým údolím. Tento obvod pochází ze 70. let a je velice podobný ostatním českým panelovým sídlištím z této doby.

## Urbanismus a architektura
Urbanistická koncepce ostravských nových měst vycházela ze zásady oddělení bydlení od práce. Cílem bylo transformovat nová sídliště z „nocleháren“ měst na relativně samostatné sociální celky s rozvinutou sítí vztahů s participací občanů na veřejných věcech.
Sídliště Poruba byl rozsáhlý urbanistický projekt, jehož záměrem bylo vybudovat nejmodernější sídliště tehdejšího Československa a nové centrum Ostravy. Urbanismus sídliště odvodili projektanti od vzorů v podobě Petrohradu a tamního Něvského prospektu nebo třídy Champs Elysées v Paříži. Autoři přitom respektovali požadavek na uplatnění národních forem a socialistického obsahu. Architektonický návrh vycházel ze zásad socialistického realismu, který se po IX. sjezdu KSČ v květnu 1949 stal oficiálním uměleckým směrem. Výsledek uplatnění ideologických představ stalinismu o socialistické architektuře je nejlépe patrný na I. porubském stavebním obvodu, kde byl kladen velký důraz na monumentálnost, symetrii a dekorativnost.
I. obvod

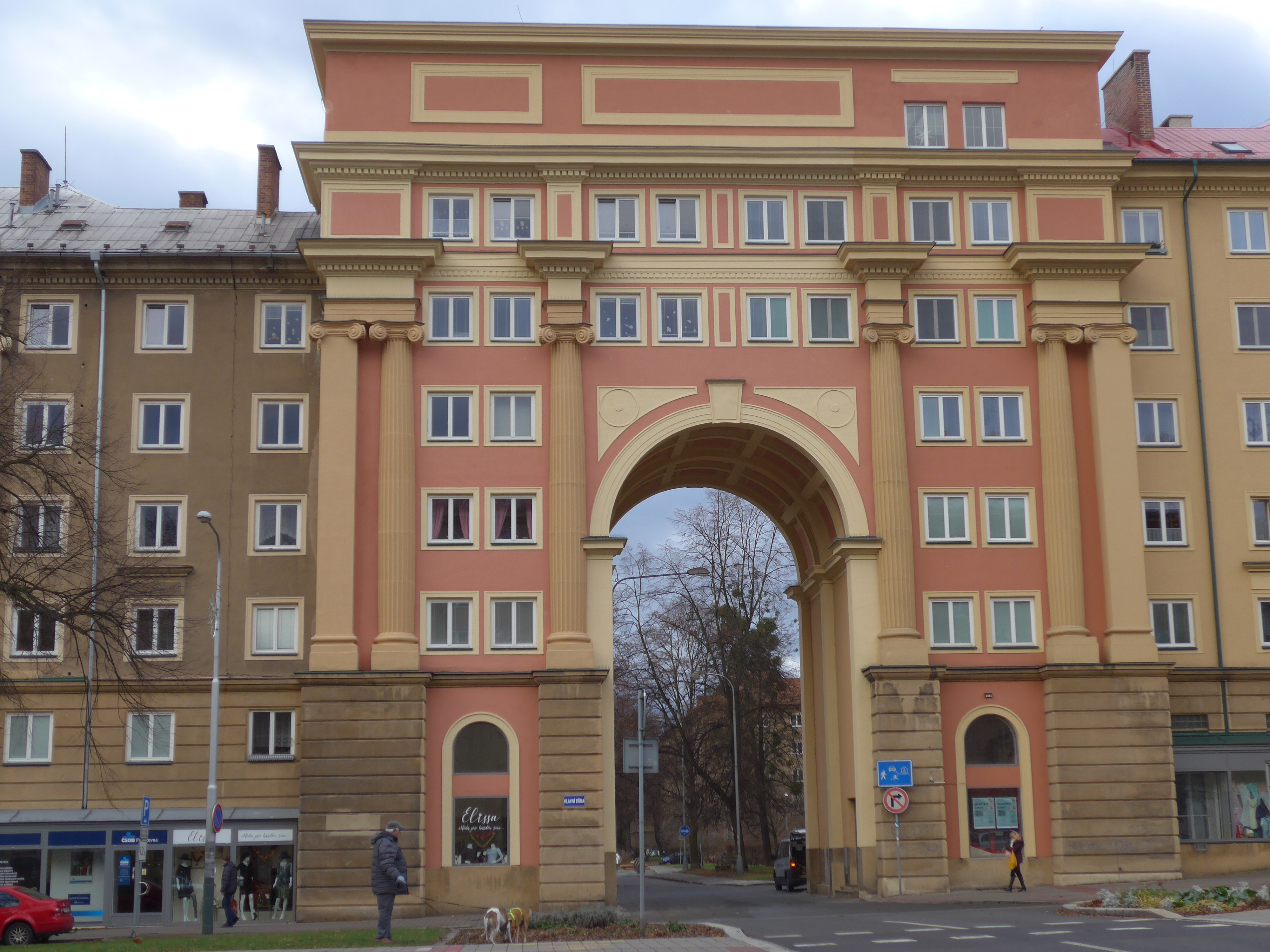
Bytový dům na Hlavní třídě s průjezdem do Komenského ulice

Snahou architektů bylo prostřednictvím typových projektů, klasicistních schémat a historických architektonických a uměleckých prvků vytvořit specificky řešené městské prostředí, nikoli modernistické sídliště, považované ideology stalinismu za kosmopolitní a socialismu nepřátelské. Z těchto důvodů zavrhovali formy moderní architektury a namísto nich využívali formy převzaté z české renesance (např. Věžičky) i klasicismu, inspirovali se příklady sovětské tvorby z éry stalinismu i tradiční ruské architektury (např. Oblouk).
II. obvod
Ve stylu socialistického realismu probíhala výstavba přibližně jen do roku 1958. Na II. stavebním obvodu, jehož výstavba se plně rozvinula až po roce 1955, je sice zachováno obdobné urbanistické řešení, ale domy již postrádají výraznou zdobnost staveb I. obvodu. Ústřední částí II. obvodu je Havlíčkovo náměstí, jehož dominantou je experimentální výškový dům o 16 patrech s charakteristickými znaky bruselského stylu. Urbanistický návrh II. obvodu vytvořil architekt Miloslav Čtvrtníček.
Hranice mezi oběma obvody je tvořena Hlavní třídou s reprezentativními obytnými domy s mnoha klasicistními prvky, jako jsou sloupy, pilastry, oblouky a římsy. V urbanistické koncepci představuje Hlavní třída hlavní osu, na kterou navazuje systém příčných ulic vymezujících jednotlivé obytné soubory. Zařízení občanské vybavenosti byla důsledně umísťována v parteru bytových domů. Zatímco prodejny a služby byly soustředěny na Hlavní třídě a dalších průjezdních ulicích, jesle a mateřské školky naopak byly v parterech v klidnějších vedlejších ulicích se zahradami orientovanými do vnitrobloku.
Od roku 2003 tvoří I. a II. obvod Poruby městskou památkovou zónu na ochranu architektury padesátých a počátku šedesátých let 20. století.
III. obvod

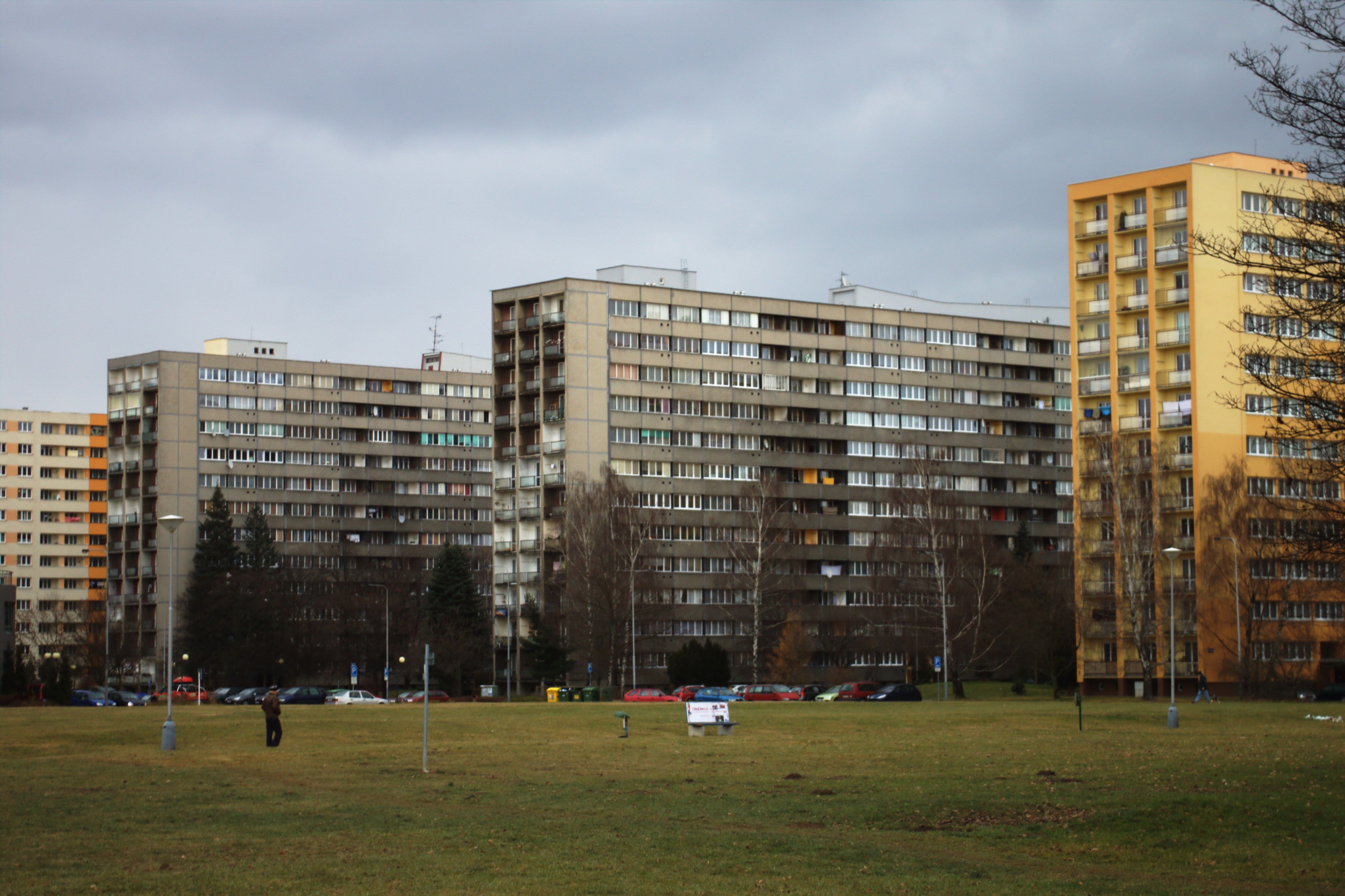
Deskové domy na V. obvodě před revitalizací (Vlastimil Bichler)

Přechod od socialistického realismu ke střízlivému novému klasicismu lze pozorovat na III. obvodu, kde se v podstatně větší míře uplatnila typizace a především prefabrikace v podobě blokopanelu, který umožnil zrychlení a zlevnění výstavby. K nejvýznamnější stavbám občanské vybavenosti v tomto obvodu patří zimní stadion či památkově chráněný objekt hlavní porubské pošty, která je zajímavým příkladem veřejné budovy ve stylu pozdního modernismu, v interiéru zdobené rozměrnými leptanými skly s náměty vycházejícími z pokroku v technických oborech (spoje, doprava, kosmický výzkum).
IV. obvod
Zatímco urbanistická skladba III. obvodu vycházela ještě z aplikace polouzavřených a pravoúhle komponovaných dvorů, obestavěných panelovými domy, IV. obvod se od tohoto schématu odpoutal. Domy jsou situované podél vrstevnic, nebo také v řadové uliční zástavbě. Uzlová místa uliční sítě zvýrazňují výškové bodové obytné domy, zčásti vystavěné ze železobetonové krabicové soustavy, odlévané do bednění přímo na místě, zčásti opakující typ panelového domu V-OS. Z architektonického hlediska ze zdejších staveb za pozornost stojí zejména Černá perla – výšková solitérní kancelářská budova s parapety z opaxitového černého skla, která představuje jeden z nejlepších ostravských příkladů bruselského stylu.
V. obvod

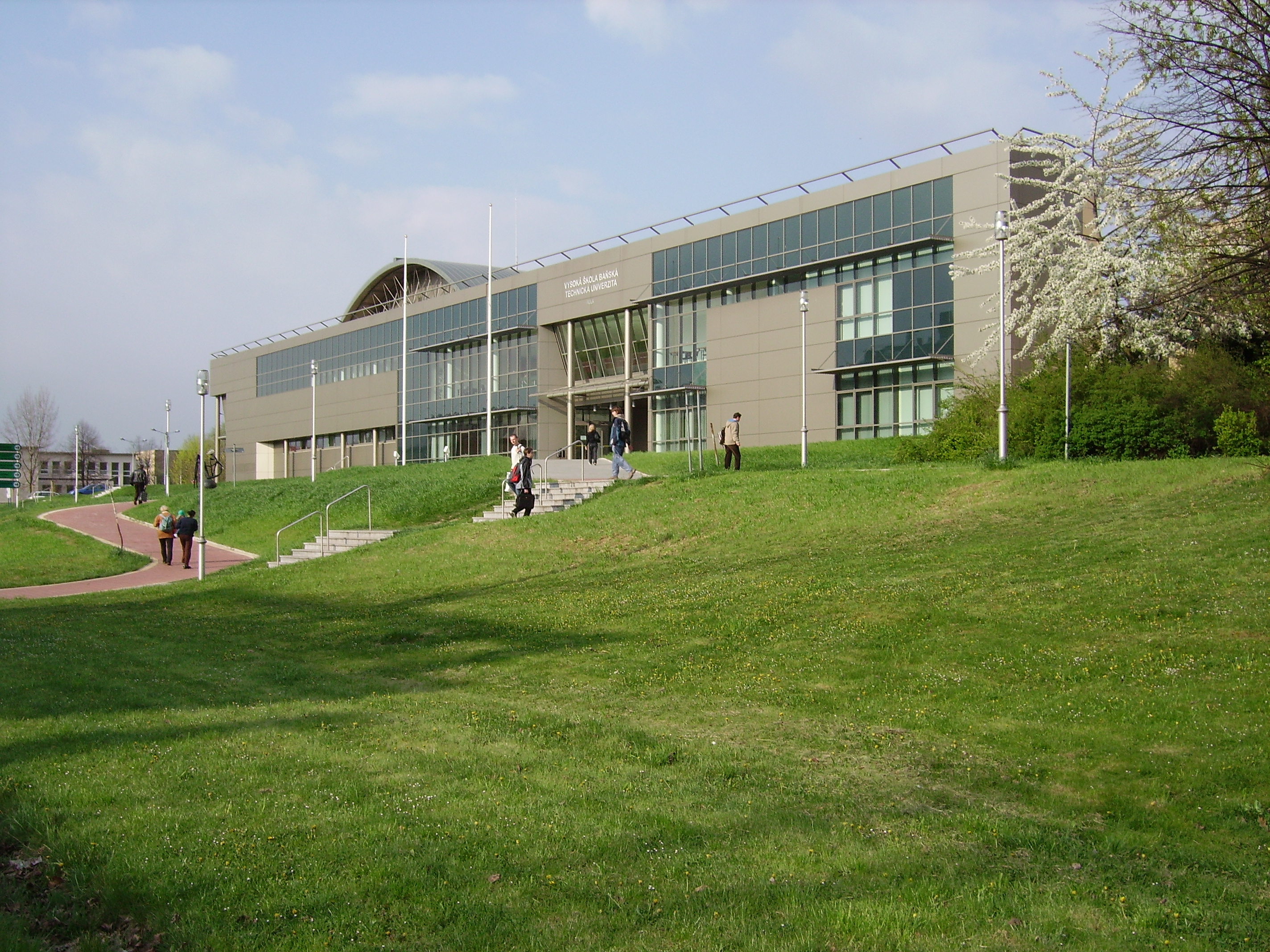
Nová aula VŠB-TUO

Přísně pravoúhlé urbanistické i architektonické pojetí a přiznaná panelová struktura na fasádách domů výrazně odlišuje porubský V. obvod od starších obvodů vyznačujících se kompaktnější a tradičněji formovanou zástavbou. V tomto ohledu jde o typické panelové sídliště z 60. let, jehož architektonicko-urbanistický koncept byl zásadně ovlivněn aplikací průmyslových postupů ve stavebnictví. To je také důvod, proč se autoři vyhnuli atypickým řešením staveb. Mezi V. a III. obvodem byl ponechán pás území pro budoucí správní a společenské centrum Poruby. Tento záměr navzdory uspořádané architektonické soutěži v roce 1965 nebyl realizován. K oživení lokality došlo až v 90. letech, kdy započala solitérní zástavba, ovšem bez kvalitní urbanistické struktury umožňující dobré napojení na okolí.
VI. obvod

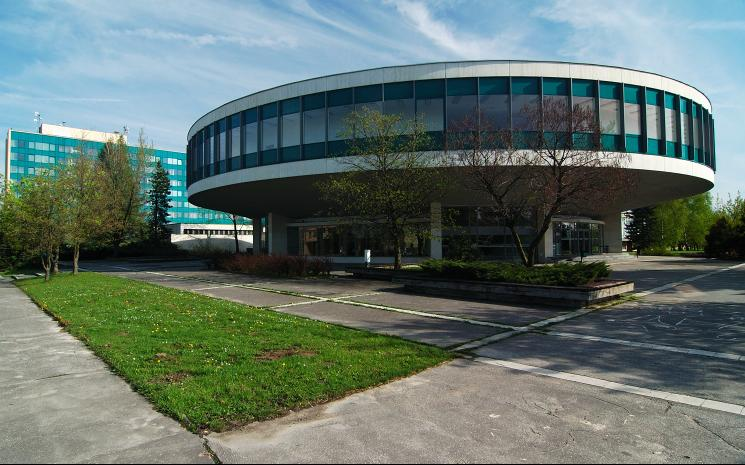
Posluchárny (Milena Vitoulová), v pozadí rektorát VŠB-TUO

V VI. obvodu se podobně jako v V. obvodu uplatnil pravoúhlý koncept. Základní součástí obvodu jsou areály FNO a VŠB-TUO, které byly původně naprojektovány jako jeden vysokoškolský kampus. Jedná se o obvod, kde i po roce 1989 docházelo k poměrně rozsáhlému doplňování novými budovami, jejichž architektura představuje návrat k internacionálnímu stylu. Výrazným objektem obvodu je deskový obytný blok Domov sester ve stylu pozdního modernismu a stejně tak desková budova rektorátu s reliéfem Prometheus od Vladislava Gajdy. V místě původně zamýšleného pomníku pohledově zakončujícího Hlavní třídu byla v roce 2006 dokončena aula navržená architektem Petrem Čvandou.
VII. a VIII. obvod
Vlastimil Bichler kromě V. obvodu navrhl také urbanistické územní plány VII. a VIII. obvodu. Ty mají výrazně nepravidelné uspořádání skladby objektů, které navazuje na terénní konfiguraci a přírodní prvky. Tím se tato část Poruby odlišuje od předchozích ortogonálně naplánovaných částí. Z hlediska typologie zástavby je v území nejvíce uplatňována bloková zástavba řadová, následuje ji zástavba bodová a panelová. Klíčovým místem k setkávání a zároveň orientačním bodem je obchodní centrum Duha ležící na hranici obou obvodů vymezenou ulicí 17. listopadu.

## Umělecká díla

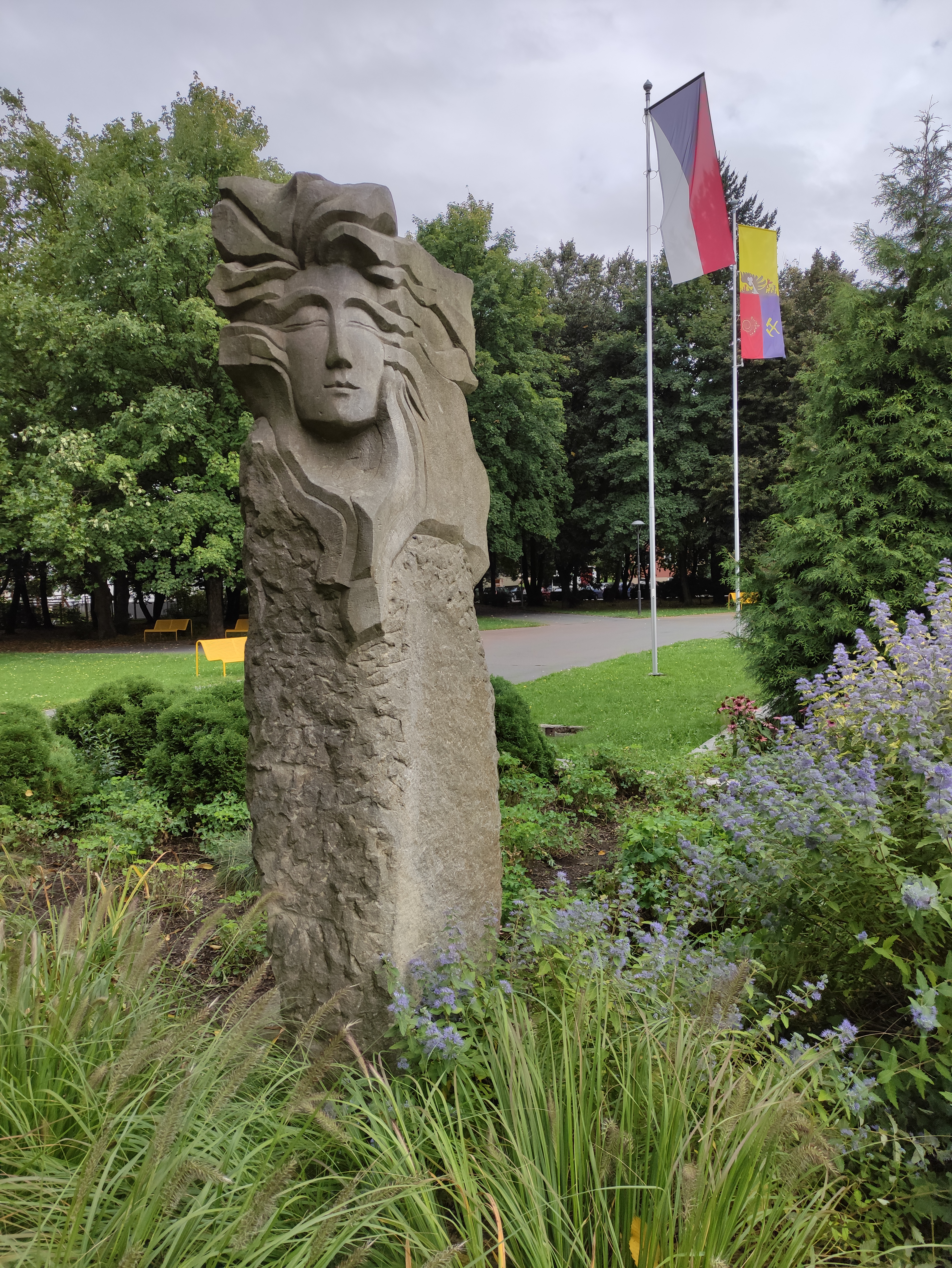
Socha Poruba na Hlavní třídě, autor Miro Požár

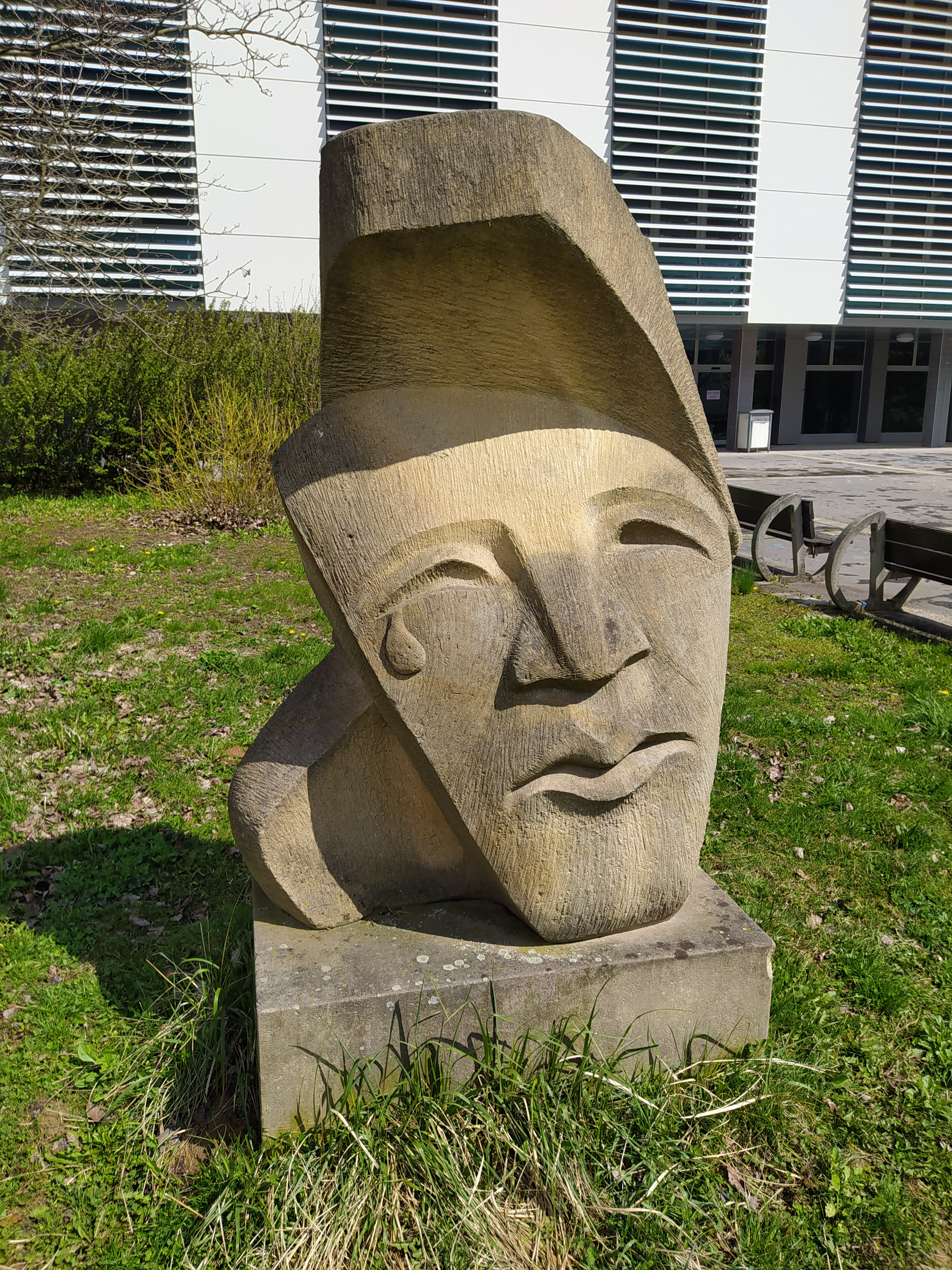
Socha Tvář se slzou v areálu VŠB-TUO, autor Lukáš Řezníček

Urbanismus a architekturu Poruby dotváří řada uměleckých děl v podobě soch, reliéfů, mozaik, sgrafit a domovních znamení, které kultivují městský prostor. K estetizaci prostředí byly zejména na prvních dvou stavebních obvodech hojně využívány sochy zobrazující pracující lid. Postavy horníka nebo hutníka měly nejen zpříjemňovat život novým obyvatelům Poruby, ale také vyjadřovaly úctu jejich práci. Vedle realistických figur bylo vytvořeno mnoho kompozic silně stylizovaných tvarů či abstraktních.
Vzhledem k tomu, že sídliště Poruba bylo postaveno na zelené louce, nenachází se na jeho území žádné starší historické památky. Převážná většina uměleckých děl vznikla mezi lety 1952 a 1989. K nejznámějším dílům z tohoto období patří socha Hutník na Alšově náměstí od Antonína Ivanského, bronzová socha Žně od Konráda Babraje umístěná v hale Domu kultury Poklad, keramický reliéf nad průjezdem Oblouku od Antonína Širůčka nebo sgrafity na domu Věžičky od Luboše Syneckého a Vojtěcha Berky. Z novějších uměleckých děl lze jmenovat skupinu plastik Pedagogové a studenti od Olbrama Zoubka nacházející se před rektorátem VŠB-TUO či Památník obětem útoku 10. 12. 2019 u Fakultní nemocnice Ostrava, jehož autorem je Lukáš Dvorský. Některá díla byla v minulosti z veřejného prostoru odstraněna, ať už kvůli špatnému technickému stavu či z ideologických důvodů. Takový osud potkal v roce 1990 například přes 4 m vysokou bronzovou sochu Vladimíra Iljiče Lenina, slavnostně odhalenou v dubnu 1976 v parčíku u rondelu na Hlavní třídě (tehdy Leninově). 
Z několika záměrů na realizaci zcela sešlo. Předně se jedná o výtvarnou krajskou soutěž na monumentální pomník s tématem Vítězství socialismu z roku 1966, který měl zakončovat osu Hlavní třídy v její horní části.
Ostatní autoři

K dalším tvůrcům, kteří zanechali výtvarné stopy na sídlišti Poruba, patří:
- Emil Adamec
- Václav Bejček
- Drahoslav Beran
- Václav Beránek
- Svatoslav Böhm
- Jaroslav Brož
- Otto Cienciala
- Lumír Čmerda
- Miloslav Čtvrtníček
- Pavel Drda
- Jiří Dušek
- Lukáš Dvorský
- David Escobedo Treviño
- Oldřich Fidrich
- Marie Fidrichová
- Veronika Flaková
- Vladislav Gajda
- Jaromír Gargulák
- Antonín Gavlas
- Kateřina Gavlasová
- Kurt Gebauer
- Jeroným Grmela
- Miloslav Hájek
- Jan Hána
- Pavel Hanzelka
- Jiří Harcuba
- Čestmír Hlavinka
- Stanislav Holý
- Jana Chrásková
- Jaromír Jančík
- Vladimír Janoušek
- Stanislav Ježek
- Vladivoj Jindřich
- Lubomír Jurok
- Antonín Kalvoda
- Jaroslav Kándl
- Jaroslav Kapec
- Rudolf Kavan
- Ivo Klimeš
- Rudolf Kouba
- Aleš Květoň
- Zdeněk Máčel
- Jiří Myszak
- Vladimír Navrátil
- Eduard Ovčáček
- Damjan Pešan
- Miro Požár
- Vladimír Relich
- Miroslav Rybička
- Lukáš Řezníček
- Otakar Schindler
- Evžen Scholler
- Jan Simota
- Martin Sladký
- Ctirad Stehlík
- Otto Sukup
- Evžen Šteflíček
- Karel Štětkář
- Bedřich Augustin Tkaczyk
- Karel Vávra
- Jindřich Wielgus